# 전주 최씨
전주 최씨(全州 崔氏)는 대한민국의 전북특별자치도 전주시를 본관으로 하는 한국의 성씨 관향인데, 시조를 달리하는 4계파가 있고, 각각으로 최순작(崔純爵)과 최군옥(崔群玉), 최균(崔均), 최아(崔阿)를 시조로 한다.

## 역사
《전주최씨연원보(全州崔氏淵源譜)》와 각 계파의 족보 등을 참고하면 전주 최씨 4개 계파는 서로 연원과 조상이 다르다.
최순작완산 최씨(完山 崔氏) 시조(始祖)이기도 하다. 1968년 첨추공파보(僉樞公派譜)에 최순작의 배(配)는 평양조씨(平壤趙氏)라고 기록되어 있다.
최군옥을 시조로 하는 문충공계(文忠公系)는 전주의 토착 성씨지만, 일각에서는 동주 최씨(東州 崔氏)의 시조 최준옹의 후손으로 나타나 있다.
최균을 시조로 하는 사도공계(司徒公系)는 전주 토착 성씨다. 하지만 경주 최씨 시조 최치원의 후손으로 알려져 있기도 하다.
최아를 시조로 하는 문성공계(文成公系)는 문성공 최아(崔阿)의 아버지 상호군공 최입평(崔立枰)이 문열공 최순작의 후손인건 분명하지만 최순작에서부터 최입평까지에 중간 계보를 찾을수 없어 문열공계랑 같은 집안임에도 불구하고 족보를 따로 분리한것이라고 주장하고있다.
전주 최씨는 조선시대에 모두 109명의 문과 급제자를 냈다. 이는 최씨 중 본관별로 가장 많은 문과 급제자 숫자다. 정승은 3명(최명길, 최석정, 최석항), 대제학은 2명(최명길, 최석정), 청백리는 3명(최유경, 최사의, 최관)을 배출했다. 종묘 배향공신은 1명(최석정)이다. 정승과 대제학, 청백리, 배향공신은 모두 문열공계에서 나왔다. 공신은 4명으로 각각 정사공신(靖社功臣) 최내길·명길 형제(문열공계), 진무공신 최응일(문충공계), 영사공신 최산휘(문성공계) 등이다.

## 본관
전주(全州)는 전북특별자치도 중앙에 위치한 지명이다. 마한의 원산성(圓山成)에서 유래하며 백제시대에 완산(完山) 또는 비사벌(比斯伐), 비자화(比自火) 등으로 불리다가 555년에 완산주(完山州)로 하였다. 그 후 757년(신라 경덕왕 16)에 완(完)을 의역하여 전주(全州)로 고쳤고, 왕건이 후백제를 멸망시키고 한때 안남도호부(安南都護府)라 하다가 고려 공민왕이 완산부(完山府)로 하였다. 조선 태조 때는 선조의 고향이라 하여 완산 유수부(完山府留守)로 개칭하였다가 1895년(조선 고종 32) 지방제도 개정으로 전주부 전주군이 되었고, 1896년 전라북도 전주군으로 개편되었다.

## 분파
- 문열공파(文烈公派) 최순작(崔純爵)
  - 안렴사공파(按廉使公派) 최서(9세손), 최사미의 장남
  - 중랑장공파(中郞將公派) 최원(9세손), 최사미의 차남
  - 별제공파(別堤公派) 최의(9세손), 최사미의 삼남
  - 판윤공파(判允公派) 최사위(9세손), 최유경의 장남
  - 양도공파(襄度公派) 최사의(9세손), 최유경의 차남
  - 지평공파(持平公派) 최사규(9세손), 최유경의 삼남
  - 경절공파(敬節公派) 최사강(9세손), 최유경의 사남
  - 첨추공파(僉樞公派) 최사용(9세손), 최유경의 오남
  - 감무공파(監務公派) 최사흥(9세손), 최유경의 육남

- 문성공파(文成公派) 최아(崔阿)
  - 안렴사공파(按廉使公派) 최용생(2세손), 최아의 장남
  - 대호군파(大護軍公派) 최용각(2세손), 최아의 차남
  - 판사공파(判事公派) 최용갑(2세손), 최아의 삼남
  - 중랑장공파(中郞將公派) 최용봉(2세손), 최아의 사남

- 사도공파(司徒公派) - 최균(崔均)
  - 상호군파(上護軍派) 최을의(9세손), 최사검의 장남
  - 판서공파(判書公派) 최병례(9세손), 최사검의 차남
  - 총랑공파(摠郎公派) 최정지(9세손), 최사검의 삼남

- 문충공파(文忠公派) 최군옥 (崔群玉)
  - 위정공파(威靖公派) - 최칠석 (6세손), 최선능(문하찬성사)의 차남
  - 진사공파(進士公派) - 최지 (8세손), 최빈 (문하찬성사)의 차남
  - 상호군파(上護公派) - 최진형(9세손), 최양 (문하찬성사)의 차남
  - 군수공파(郡守公派) - 최여녕(10세손), 최진명(도승지)의 장남
  - 도사공파(都事公派) - 최여정(10세손), 최진명의 차남
  - 현감공파(縣監公派) - 최여관(10세손), 최진명의 삼남
  - 판서공파(判書公派) - 최여달(10세손), 최진명의 사남
  - 매촌공파(매촌공파) - 최식 (11세손), 최여정의 장남
  - 훈도공파(訓導公派) - 최용 (11세손), 최여정의 차남
  - 좌량공파(佐郞公派) - 최상 (11세손), 최여정의 삼남
  - 비인공파(庇仁公派) - 최추 (11세손), 최여정의 사남
  - 부안현감공파(扶安縣監公派) - 최위(11세손), 최여정의 오남

## 인물
- 최하연(崔堈) - 조선시대의 무신(수군절도사)
- 최호현(崔均) - 고려시대의 충신(사도공파 시조)
- 최우용(崔府) - 조선시대의 문인(공조판서)
- 최안(崔安) - 조선시대의 의병
- 최양(崔瀁) - 고려시대의 문관(문하찬성사)
- 최유(崔濡) - 조선시대의 문인(첨지중추원사)
- 최재(崔宰) - 고려시대의 문관(전리판서)
- 최탁(崔濯) - 조선시대의 무인(죽산부사)
- 최탁(崔琢) - 조선시대의 문인(보령현감)
- 최현(崔晛) - 조선시대의 문인(강원도관찰사)
- 최경행(崔敬行) - 조선후기의 의병
- 최광벽(崔光璧) - 조선시대의 문신(병조참판)
- 최기남(崔起南) - 조선시대의 문신(대도호부사)
- 최기필(崔琦弼) - 조선시대의 의병(병조참의)
- 최내길(崔來吉) - 조선시대의 문신(공조판서)
- 최덕지(崔德之) - 조선시대의 문신(남원부사)
- 최명길(崔鳴吉) - 조선시대의 문신(영의정)
- 최명룡(崔命龍) - 조선시대의 화가
- 최문도(崔文度) - 고려시대의 문관
- 최방언(崔邦彦) - 조선시대의 문인(지충주부사)
- 최보순(崔甫淳) - 고려시대읜 문관(수태사 판이부사)
- 최사강(崔士康) - 조선시대의 문인(이조판서)
- 최산휘(崔山輝) - 조선시대의 문인(호조판서)
- 최석정(崔錫鼎) - 조선시대의 문인(영의정)
- 최석진(崔錫晋) - 조선시대의 문인(공조정랑)
- 최석항(崔錫恒) - 조선시대의 문인(우의정)
- 최성지(崔誠之) - 고려시대의 문관(찬성사)
- 최순영(崔淳永) - 조선시대의 피리명인
- 최여신(崔汝信) - 조선시대의 승려(법명:휴정)
- 최욱영(崔旭永) - 조선시대의 의병
- 최윤개(崔允愷) - 고려시대의 문관(판추밀원사 어사대부)
- 최유경(崔有慶) - 조선시대의 문인(한성부판사)
- 최응룡(崔應龍) - 조선시대의 문인(형조참판)
- 최익남(崔益男) - 조선시대의 문인(이조좌랑)
- 최익수(崔益秀) - 조선시대의 문인(첨지중추원사)
- 최창대(崔昌大) - 조선시대의 문인(부제학)
- 최정길(崔廷吉) - 조선시대의 학자
- 최천건(崔天健) - 조선시대의 문인(이조판서)
- 최철견(崔鐵堅) - 조선시대의 문인(호조참의)
- 최칠석(崔七夕) - 고려시대의 문관(경기도도수군절제사)
- 최팔용(崔八鏞) - 조선시대의 독립운동가
- 최혜길(崔惠吉) - 조선시대의 문인(개성부 유수)
- 최후량(崔後亮) - 조선시대의 문인(청풍부사)
- 최후상(崔後尙) - 조선시대의 문인(홍문관부제학)
- 최재유(崔在裕) - 제6대 문교부 장관
- 최운열(崔運烈) - 제20대 국회의원
- 최규성(崔圭成) - 제17·18·19대 국회의원
- 최규식(崔奎植) - 제17·18대 국회의원
- 최민식(崔岷植) - 배우

## 항렬자
- 문열공(文烈公) 최순작계 / 평도공파(平度公派) 최유경 (평도공 항렬자는 1982년에 지정 된것이다.)

| 24세17세          | 25세18세      | 26세19세          | 27세20세      | 28세21세          | 29세22세      | 30세23세          | 31세24세      | 32세25세          | 33세26세      | 34세27세          | 35세28세      | 36세29세          | 37세30세      | 38세31세 | 39세32세 | 40세33세 | 41세34세 | 42세35세 | 43세36세 |
| ----------------- | ------------- | ----------------- | ------------- | ----------------- | ------------- | ----------------- | ------------- | ----------------- | ------------- | ----------------- | ------------- | ----------------- | ------------- | -------- | -------- | -------- | -------- | -------- | -------- |
| 口진(鎭) 口환(煥) | 철(澈) 중(中) | 口식(植) 口용(鏞) | 병(炳) 호(浩) | 口규(奎) 口식(植) | 종(鍾) 학(學) | 口락(洛) 口호(護) | 동(東) 백(百) | 口섭(燮) 口진(振) | 원(遠) 선(善) | 口호(鎬) 口수(洙) | 승(承) 집(集) | 口근(根) 口하(夏) | 용(容) 교(敎) | 口교(敎) | 선(善)   | 口수(洙) | 상(相)   | 口양(陽) | 용(用)   |

- 문성공(文成公) 최아계

| 20세     | 21세   | 22세     | 23세   | 24세     | 25세          | 26세              | 27세          | 28세              | 29세          | 30세              | 31세          | 32세              | 33세          | 34세              |
| -------- | ------ | -------- | ------ | -------- | ------------- | ----------------- | ------------- | ----------------- | ------------- | ----------------- | ------------- | ----------------- | ------------- | ----------------- |
| 口홍(洪) | 병(秉) | 口열(烈) | 규(圭) | 口호(鎬) | 락(洛) 한(漢) | 口임(林) 口근(根) | 연(然) 형(炯) | 口철(喆) 口기(基) | 용(鎔) 석(錫) | 口준(準) 口택(澤) | 종(種) 주(柱) | 口희(熙) 口엽(燁) | 재(載) 재(在) | 口현(鉉) 口진(鎭) |

- 사도공(司徒公) 최균계

| 22세   | 23세     | 24세     | 25세            | 26세            | 27세            | 28세            | 29세            | 30세            | 31세     | 32세   | 33세            | 34세   | 35세     | 36세   | 37세     | 38세   | 39세     | 40세   | 41세     |
| ------ | -------- | -------- | --------------- | --------------- | --------------- | --------------- | --------------- | --------------- | -------- | ------ | --------------- | ------ | -------- | ------ | -------- | ------ | -------- | ------ | -------- |
| 명(命) | 口주(柱) | 口환(煥) | 口중(重) 재(載) | 종(鍾) 口호(鎬) | 口순(淳) 태(泰) | 병(秉) 口식(植) | 口섭(燮) 희(熹) | 규(奎) 口기(基) | 口진(鎭) | 원(源) | 口식(植) 화(和) | 병(炳) | 口익(翼) | 석(錫) | 口영(永) | 수(秀) | 口열(烈) | 선(善) | 口현(鉉) |

| 42세   | 43세     | 44세   | 45세     | 46세   | 47세     | 48세   | 49세     | 50세   | 51세     |
| ------ | -------- | ------ | -------- | ------ | -------- | ------ | -------- | ------ | -------- |
| 승(承) | 口동(東) | 형(炯) | 口기(基) | 호(鎬) | 口자(滋) | 송(松) | 口희(熙) | 배(培) | 口용(鎔) |

- 문충공(文忠公) 최군옥계

| 26세     | 27세   | 28세     | 29세   | 30세     | 31세   | 32세     | 33세   | 34세     | 35세   | 36세     | 37세   | 38세     |
| -------- | ------ | -------- | ------ | -------- | ------ | -------- | ------ | -------- | ------ | -------- | ------ | -------- |
| 口식(植) | 병(炳) | 口규(奎) | 용(鎔) | 口한(漢) | 환(桓) | 口섭(燮) | 주(周) | 口호(鎬) | 해(海) | 口동(東) | 희(熹) | 口균(均) |

## 조선 왕실과의 인척 관계
- 임영대군(세종의 사남) 계비 제안부부인 전주 최씨
- 금성대군(세종의 육남) 정비 완산부부인 전주 최씨
- 도평군(정종의 서자) 계비 군부인 전주 최씨
- 금평군(정종의 서자) 사위 최현손(崔顯孫)
- 경녕군(태종의 서자) 계비 군부인 전주 최씨
- 함녕군(태종의 서자) 정비 전주군부인 전주 최씨
- 영순군(세종 제5남 광평대군의 아들)비 김제군부인 전주 최씨
- 완원군(성종의 서자) 정비 면천군부인 전주 최씨
- 복성군(중종의 서자) 사위 최예수(崔禮秀)
- 여천군(인조 친손자 경완군의 양손자)비 군부인 전주 최씨

## 집성촌
- 전북특별자치도 완주군 봉동읍 신후리
- 전북특별자치도 익산시 왕궁면, 삼기면
- 전북특별자치도 남원시 산동면 부절리
- 전북특별자치도 김제시 금구면 산동리
- 전북특별자치도 김제시 진봉면 고사리
- 전북특별자치도 부안군 보안면 월천리
- 전북특별자치도 부안군 주산면 동정리
- 전북특별자치도 순창군 적성면 운림리 내월리
- 전북특별자치도 고창군
- 전라남도 영암군 덕진면 영보리
- 전라남도 무안군 현경면 현화리
- 전라남도 여수시 율촌면
- 전라남도 영광군 군남면 도장리
- 경기도 화성시 방교동, 산척동
- 경기도 화성시 정남면 일원
- 경기도 광명시 철산동 일원
- 경기도 안성시 미양면 강덕리
- 충청북도 음성군 원남면 조촌리, 구일리, 음성읍 삼생리
- 충청북도 진천군 진천읍 일원
- 충청남도 서천군 마서면 봉남리
- 충청남도 당진시 수청동
- 대구광역시 달성군 구지면 대암리
- 경상남도 창원시 성산구 귀산동
- 경상남도 고성군 동해면 봉암리
- 경상남도 고성군 마암면 화산리
- 경상남도 합천군 산가면 소오리

## 인구
- 2000년 122,147가구 392,548명
- 2015년 458,191명

## 완산 최씨
완산 최씨의 시조는 문열공파 시조 최순작이므로 1명이고, 전주최씨의 시조는 문열공 최순작, 사도공 최균, 문성공 최아, 문충공 최군옥이므로 총 4명이다.